# Мацудайра, Ёрицунэ
Ёрицунэ Мацудайра (яп. 松平 頼則, 5 мая 1907, Токио - 30 октября 2001, там же) — японский композитор.

## Биография
Изучал французскую литературу в Университете Кэйо, но во время учебы решил посвятить себя музыке. Его учителями были Косукэ Комацу и Александр Черепнин. В своих произведениях он соединил неоклассический стиль, вдохновленный творчеством французских композиторов XX века, с элементами традиционной японской дворцовой музыки гагаку. Был председателем Nihon Gendai Sakkyokuka Renmei (Японская лига современных композиторов), ассоциации японских композиторов современной музыки. После 1945 года экспериментировал с додекафонией и сериализмом. Создавал оркестровые и камерные песни, главным образом, для фортепиано (в том числе, Theme and Variations для фортепиано и оркестра, 1951 и Rhapsody on a Gagaku Theme, 1983), а также вокальную музыку (Kashin для женского голоса и оркестра, 1969). Получил приз на фестивале Международного общества современной музыки в 1952 году.
Его сын, Ёриаки Мацудайра (род. 1931), тоже композитор.